# Вест-Редінг (Пенсільванія)
Вест-Редінг (англ. West Reading) — місто (англ. borough) в США, в окрузі Беркс штату Пенсільванія. Населення — 4553 особи (2020).

## Географія
Вест-Редінг розташований за координатами 40°20′2″ пн. ш. 75°56′49″ зх. д. / 40.33389° пн. ш. 75.94694° зх. д. (40.333761, -75.946886).  За даними Бюро перепису населення США в 2010 році місто мало площу 1,54 км², з яких 1,53 км² — суходіл та 0,01 км² — водойми.

## Демографія
Згідно з переписом 2010 року, у селищі мешкало 4212 осіб у 1625 домогосподарствах у складі 938 родин. Густота населення становила 2732 особи/км².  Було 1738 помешкань (1127/км²).
Расовий склад населення:
| - 77,6 % — білих - 8,6 % — чорних або афроамериканців - 2,1 % — азіатів - 0,3 % — корінних американців - 7,4 % — осіб інших рас |

До двох чи більше рас належало 4,0 %. Частка іспаномовних становила 18,3 % від усіх жителів.
За віковим діапазоном населення розподілялося таким чином: 23,1 % — особи молодші 18 років, 59,4 % — особи у віці 18—64 років, 17,5 % — особи у віці 65 років та старші. Медіана віку мешканця становила 36,5 року. На 100 осіб жіночої статі у селищі припадало 90,2 чоловіків;  на 100 жінок у віці від 18 років та старших — 86,7 чоловіків також старших 18 років.
Середній дохід на одне домашнє господарство  становив 50 593 долари США (медіана — 41 978), а середній дохід на одну сім'ю — 54 061 долар (медіана — 46 328). Медіана доходів становила 45 270 доларів для чоловіків та 39 476 доларів для жінок. За межею бідності перебувало 8,4 % осіб, у тому числі 10,6 % дітей у віці до 18 років та 3,3 % осіб у віці 65 років та старших.
Цивільне працевлаштоване населення становило 2002 особи. Основні галузі зайнятості: освіта, охорона здоров'я та соціальна допомога — 29,9 %, мистецтво, розваги та відпочинок — 12,7 %, роздрібна торгівля — 12,6 %.